# Munga
Munga is een plaats in de gemeente Västerås in het landschap Västmanland en de provincie Västmanlands län in Zweden. De plaats heeft 240 inwoners (2005) en een oppervlakte van 64 hectare.